# 世界コスプレサミット
世界コスプレサミット（せかいコスプレサミット、World Cosplay Summit、WCS）は、世界コスプレサミット実行委員会が開催しているコスプレの世界最大のイベントである。日本と世界各国のコスプレイヤーとの交流、および日本漫画の人気を認識することを目的とする。開催を重ねるごとに参加国が増え、世界各国からの取材がある。
2003年にテレビ愛知が初開催、2006年から日本の外務省が後援し、2009年度からは主催者である実行委員会の構成員となった。2006年からは外務大臣賞が授与されている。2007年、国土交通省が所管するビジット・ジャパン・キャンペーンの一環として認められた。2009年には外務省、名古屋市、名古屋観光コンベンションビューロー、テレビ愛知、中部国際空港、大須商店街で構成される世界コスプレサミット実行委員会を設立した。2012年より実行委員会に株式会社WCSが加わり、2013年からは株式会社WCSが主体となりイベント運営を行っている。現実行委員長は2003年にこのイベントを立ち上げた小栗徳丸である。

## 歴史

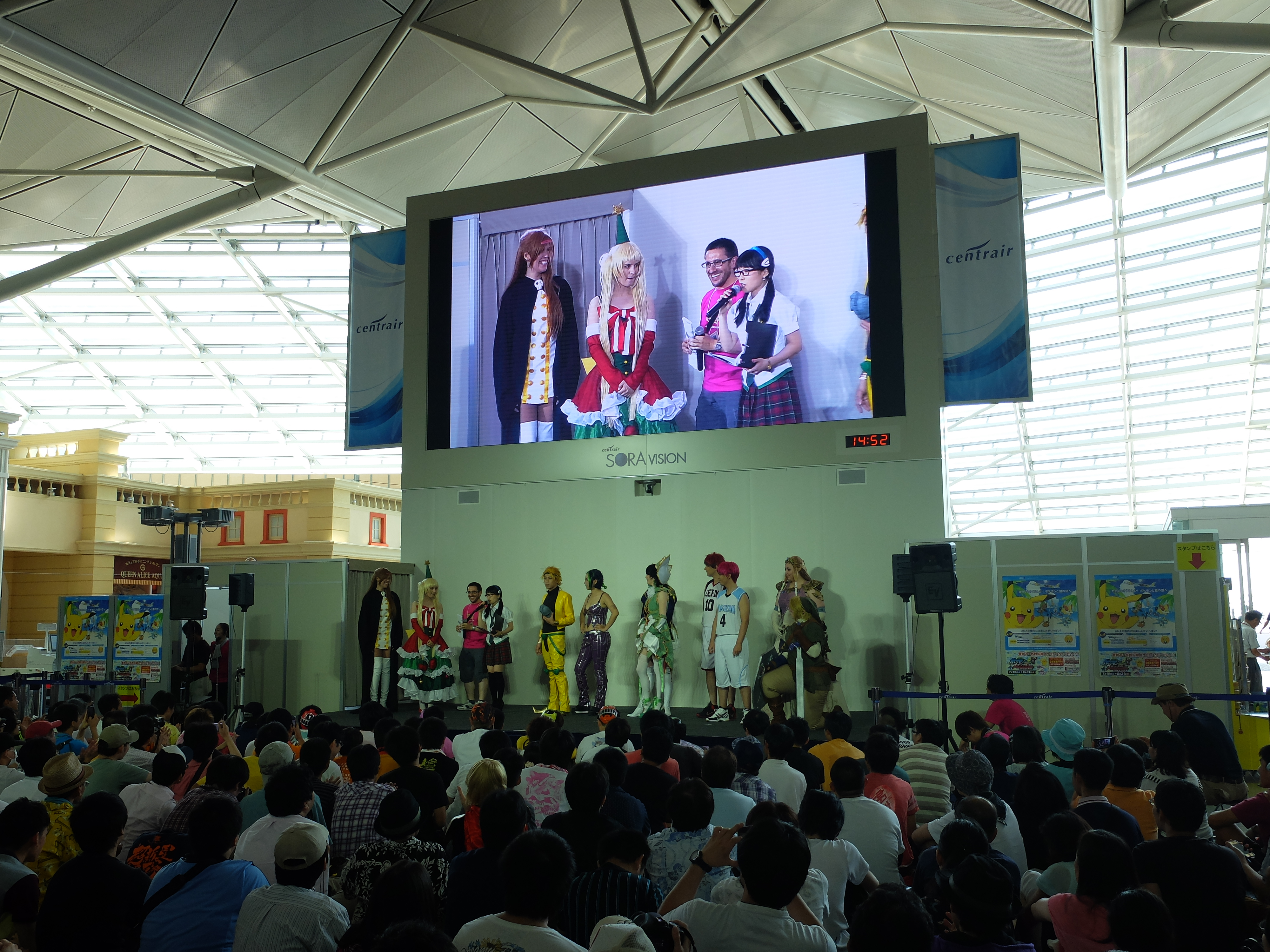
世界コスプレサミット2014セントレア

### 2000年代
2003年
10月12日、初めての開催となる「世界コスプレサミット2003」を開催。会場は名古屋市中区大須・ローズコートホテル。ゲストにコメディアンのコージー冨田を迎えた。イタリア、ドイツ、フランスの3か国から5名の海外コスプレイヤーを招聘。各国代表によるパネルディスカッション、撮影会、交流会を実施、国内外から注目を集めた。
2004年
8月1日、「世界コスプレサミット2004」を開催。4か国計8名の海外コスプレイヤーが参加。会場は大須。テレビ愛知局内・スタジオ会にて、代表国参加者によるコスプレ事情の紹介とディスカッション。撮影会、交流会を実施。「神社仏閣、電脳街、若者からお年寄りまで集う商店街」といわれる名古屋・大須商店街でコスプレイヤー100名が参加し、初の「大須コスプレパレード」を実施した。
2005年
7月31日・8月7日、「世界コスプレサミット2005」を開催。「愛・地球博」EXPOドームで、初めての「世界コスプレチャンピオンシップ」が開催された。3,000人の観客が見守る中、7か国参加によるパフォーマンスコンテストが行われ、総合優勝はイタリア代表が選ばれた。また司会進行として篠原ともえ、司会進行補佐として古谷徹（声優）がガンダムのアムロ・レイのコスプレで登場、以降司会進行補佐としてチャンピオンシップに登場。
2006年
8月5・6日、「世界コスプレサミット2006」を開催。外務省、国土交通省から後援を受け、世界9か国が参加。会場は名古屋市東区東桜のオアシス21。「世界コスプレチャンピオンシップ」では、初参加のブラジルが優勝した。
2007年
8月4・5日、「世界コスプレサミット2007」を開催。会場はオアシス21。タレントの中川翔子がコスプレ親善大使に任命され、各国代表者と共に外務省・愛知県庁を表敬訪問した。メキシコ、韓国、デンマークが加わり、12か国までネットワークが広がった。10,000人を集めた「世界コスプレチャンピオンシップ」は、ハイレベルなパフォーマンスが繰り広げられる中、フランス代表が初勝利。
2008年
8月2・3日、「世界コスプレサミット2008」を開催。ゲストコメンテーターの加藤夏希と各国代表者が外務省を表敬訪問した。世界13か国が参加。「大須コスプレパレード」では300名が集まり、100メートルに及ぶ長い行列が出来上がった。「世界コスプレチャンピオンシップ」では、2006年に続いて2度目となるブラジル代表が優勝。
2009年
8月1 - 3日、「世界コスプレサミット2009」を開催。オーストラリア、フィンランドが加わり世界15か国から計30名が参加。1日午前に行なわれた錦通でのプレミアムパレードには河村たかし名古屋市長が参加した。また、今年はチャンピオンシップの日本代表選考会を本選と同日の8月2日にサンシャイン栄で開催したのち、チャンピオンシップ本選をオアシス21で開催した。チャンピオンシップは、同日の代表選考会で優勝した日本代表が「戦国BASARA」のコスプレで初優勝を果たした。また8月3日には2004年以来となるシンポジウムが名古屋大学で開催された。

### 2010年代
2010年
7月31日・8月1日、「世界コスプレサミット2010」を開催。参加したのは、15か国から計30名のコスプレーヤー。過去最高となる15,000人の来場者が訪れたチャンピオンシップでチャンピオンに輝いたのは、イタリア代表の2人。「ゼルダの伝説」のコスプレで電子的なテクニックを使い観客を盛り上げた。
この年より名古屋市長に就任した河村たかしのコスプレ披露は半ば恒例行事となり、衆議院議員選挙の出馬によって辞任する2024年まで続いた。
2011年
8月6・7日、「世界コスプレサミット2011」を開催。史上最多世界17か国の代表コスプレーヤーがパフォーマンスを披露する世界コスプレチャンピオンシップ2011において、ブラジル代表のマウリシオ兄妹が世界一に輝いた。この2人は2006年に続き2度目の世界一で、ブラジルが2006年、2008年に続き3度目の優勝を飾った。
2012年
8月4・5日、「世界コスプレサミット2012」を開催。10周年記念大会。参加国にイギリス、ロシア、インドネシア、見学参加国に香港と台湾が新しく加わり全部で22の国と地域となった。アニメソングのライブを行うなど、10周年を祝うイベントも開催された。世界コスプレチャンピオンシップでは、2009年に続き日本代表が優勝の栄冠を掴んだ。
2013年
8月2・3日、「世界コスプレサミット2013」を開催。見学参加国として新たにベトナムとフィリピンが加わり、24の国と地域が参加した。イベントは地元と海外ボランティアの協力により2009年から行われているが、同じくボランティア団体である、おもてなし学生実行委員会が発足した。10年間に及ぶテレビ愛知事業部の主催を離れて、独立した会社により初めて運営された年となった。
2014年
7月26日 - 8月3日、「世界コスプレサミット2014」を開催。新たにクウェートとポルトガルが見学参加国として加わり、26の国と地域が参加した。集客動員数は全世界で120万人を超える。中部国際空港でオープニングイベントが開催された。8月1日、前夜祭として名古屋市公会堂でNAGOYAアニソンフェス2014（有料）を開催、藍井エイル、奥井雅美、LiSA、May'nらが登場した。また、チャンピオンシップを初めて屋内（愛知芸術文化センター・コンサートホール）で開催した。昨年までの会場であるオアシス21も会場として利用し、ゲスト声優のトークショーを行いながらチャンピオンシップのライブビューイングを行うなど、多くの観客・コスプレイヤーで賑わった。
2015年
7月25日 - 8月2日、「世界コスプレサミット2015」を開催。新たにカナダ、スウェーデンが見学国として加わり、28の国と地域が参加した。ラグーナテンボス（ラグーナ蒲郡）でオープニングイベントが開催され、オールナイトコスプレフェスとして夜通しの開催を行った。博物館明治村では開村50周年記念コスプレイベントが開催された。チャンピオンシップについては、昨年より大きな愛知芸術文化センター・大ホールで開催した。ナゴヤアニソンフェス2015は、GARNiDELiA、分島花音らを迎え、チャンピオンシップ翌日に開催された。例年の会場であるオアシス21では、昨年同様ゲスト声優のトークショーを行いながらチャンピオンシップのライブビューイングを行うなど、多くの観客・コスプレイヤーで賑わった。
2016年
昨年の26ヵ国から4ヵ国（うち2ヵ国は昨年プレ参加）増えて、史上最多となる30ヵ国が参加。名古屋で8月6日、7日の2日間に渡って「世界コスプレサミット 2016 チャンピオンシップ」が開催された。出場国が増えたため、チャンピオンシップも2日間の開催となり、1日目に30ヵ国が参加しての1stステージを実施、勝ち上がった18ヵ国が7日の決勝ラウンドで、再びパフォーマンスを披露して、コスプレパフォーマンスの世界No.1を決定した。昨年と引き続き、ラグーナテンボスでオールナイトコスプレフェスとして夜通しの開催を行い、博物館明治村や結婚式場のブルーレマン名古屋を貸切でコスプレイベントが開催された。ナゴヤアニソンフェス2016は、三回開催を行ったうちの名古屋城会場の日程が同じであり、Ray、黒崎真音、AKINO with bless4、ELISA、MICHI、岸田教団&THE明星ロケッツ、ChouCho等多数のアーティストが出演した。またニコンが協賛し、「リアルコスジェニックレッスン'16」と題したニコン公式の撮影スペースを用意した、講師フォトグラファーを招いての特別レッスンを久屋大通公園にて実施した。
2017年
これまで総務省東海総合通信局・東海テレビが主催していた路上コスプレイベント「SAKAEコスプレフェスティバル」（2016年を以って終了）に代わって主催を引き継ぎ、「ホココス」を開催。好評だったため、秋にも開催されることとなった。
2017年4月9日より、バンダイビジュアルと世界コスプレサミットの共同プロデュースによるオリジナルアニメ作品『ID-0』が放映された。
2018年
7月28日に予定されていたラグコスは、台風12号の影響で9月15日に延期された。
コスプレチャンピオンシップの新部門であるオンラインコンテスト「WCS Photo Championship」と「WCS Video Championship」が創設され、それぞれの受賞者がチャンピオンシップの審査員を務めた。また、2017年秋にサービスを開始したゲーム「アズールレーン」の人気が高まったことを受け、運営も協賛した公式コスプレコンテストを開催した。
しかし、この年は猛烈な暑さに見舞われ、8月5日の名古屋市の気温は39.9℃を観測した。
2019年
6月8日、東京タワーで「コスプレde海ごみゼロ大作戦」を実施した。
7月27日・28日、東京ドームシティで「世界コスプレサミット in TOKYO」が初めて開催され、「世界コスプレチャンピオンシップ TOKYO ROUND」を勝ち抜いた8チームが名古屋で行われる「世界コスプレチャンピオンシップ The FINAL」に進出した。
テレビアニメ「ONE PIECE」放送開始20周年を記念して、集英社と東映アニメーションと共に「ワンピース」テーマにしたコスプレコンテスト「ワンピース コスプレキンググランプリ」を開催。8月3日、「オアシス21」の特設会場に国内外の選抜されたコスプレイヤーが集結し、グランプリが選ばれた。

### 2020年代
2020年
新型コロナの世界的大流行でワールドコスプレチャンピオンシップ 及び オアシス21を中心としたイベントは中止、24時間生放送のオンラインイベントでの開催となった。
南大津通の歩行者天国が中止となった影響により、ホココスが春秋共に中止となった。
9月12日、東京タワーで「コスプレde海ごみゼロ大作戦」を開催。11月28日にはラグコスを開催した。
コロナ禍において「Kickstarter」でクラウドファンディングで資金調達を行う。結果的に総勢1,256名の支援者を募り、総額11,025,015円の資金調達に成功した。
2021年
新型コロナの世界的大流行が続いており、ワールドコスプレチャンピオンシップは各国・地域からのビデオ審査を行うなどオンラインイベントでの実施となる一方で、リアルなイベントも開催するなど、リアル&オンラインのハイブリッドイベントが行われた。
2020年に続いて、南大津通の歩行者天国が中止となった影響により、ホココスが春秋共に中止となった。これ以後、ラグコスの開催を増やす措置が行われている。
2020年に実施したクラウドファンディングの返礼企画の一環として、2021年5月21日より「中部国際空港(セントレア)」に支援者たちの写真を集約して制作されたモザイクアートが掲示された。
当初来場を予定していた河村たかし市長は、自ら起こした不祥事（他人の2020年東京オリンピック金メダルを噛む行為）の責任を取って辞退、代わりに廣澤一郎副市長が出席した。
2022年
ワールドコスプレチャンピオンシップが本格的に再開された一方で、2022年ロシアのウクライナ侵攻により、ロシア代表の出場が認められなくなった。
2021年に続いて、南大津通の歩行者天国が春は中止となり、秋こそ歩行者天国が再開されたものの、南大津通商店街振興組合と開催の合意が得られなかったため、ホココスが春秋共に中止となった。
2023年
コロナウイルスの5類移行に伴う規制の撤廃に伴い、ワールドコスプレチャンピオンシップの規模がコロナ禍以前までの規模に戻った。
8月4日のコスサミ前夜祭では、初めてレッドカーペットセレモニーが行われ、ワールドコスプレチャンピオンシップに出場する国・地域の代表選手 及び 過去代表(WCSアルムナイ)・来賓ゲストが名古屋芸術大学 芸術学部 芸術学科生らで構成されたオーケストラの演奏をバックにオアシス21の大階段に敷かれたレッドカーペットの上を歩いた。
ホココスは前年同様、南大津通商店街振興組合と開催の合意が得られなかったため、春秋ともに開催されなかった。
2024年
5月19日、ホココスが2019年以来5年ぶりに開催された。なお、秋の開催については見送られた。
8月2日のコスサミ前夜祭では、昨年に引き続きレッドカーペットセレモニーが開催。セレモニー中演奏された曲目は、愛知県出身で同年3月に亡くなった鳥山明の手掛けた作品の楽曲を中心にセレクトされた。
人気ゲーム『NieR』シリーズと全面的なコラボレーションを実施。ワールドコスプレチャンピオンシップの審査員に『NieR』シリーズのゲームプロデューサーやディレクターが参加したり、『NieR』シリーズを対象とするコスプレランウェイステージやコスプレフォトコンテスト、クイズ大会などが企画された。
ワールドコスプレチャンピオンシップでは、日本代表がNARUTOのコスプレパフォーマンスで12年ぶりの優勝。2009年・2012年に続く3度目の栄冠に輝いた。なお、長年審査委員長として参加していた古谷徹は同年5月に自ら起こした不倫騒動の責任を取る形で辞退し、審査委員長も降板した。グランドフィナーレ恒例のエンディングメッセージは実行委員長である小栗徳丸自身が読み上げた。
なお、河村たかしが第50回衆議院議員総選挙に出馬することに伴って名古屋市長を辞任したため、表敬訪問でコスプレを披露したのはこの年限りとなった。
2025年
ホココスで運営上の問題が発生したことから開催が見送られ、代わりにコスサミパーティーがオアシス21で開催された。
河村たかしに代わって名古屋市長となった広沢一郎の表敬訪問でのコスプレ披露が開始された。

## 各年のゲスト・審査員
| 年                  | ゲストコメンテーター | 審査員 | MC | スペシャルサポーター |
| ------------------- | --- | --- | --- | --- |
| 2004                | – | 一本木蛮（漫画家、コスプレイヤー） 古谷徹（声優） | – | – |
| 2005                | 古谷徹 篠原ともえ | 松本零士（漫画家） 影山ヒロノブ（アニメソング歌手） 一本木蛮 高柳明史（テレビ愛知プロデューサー、テレビ愛知岐阜支社長〈当時〉） 永井伸（名古屋モード学園） | – | 松本零士 |
| 2006                | – | 永井豪（漫画家） きただにひろし（アニメソング歌手） 牛島えっさい（コスプレ評論家） 時田裕士（外務省広報文化交流部文化交流課課長補佐） | – | 永井豪 |
| 2007                | 古谷徹 中川翔子 | モンキーパンチ（漫画家） 水木一郎 牛島えっさい 時田裕士（外務省広報文化交流部文化交流課課長補佐） 永田健（国土交通省中部運輸局企画観光部長） | – | モンキーパンチ |
| 2008                | 古谷徹 加藤夏希 | いがらしゆみこ（漫画家） 松本梨香（声優） 吉田博高（株式会社虎の穴代表取締役社長） 中川勉（外務省広報文化交流部文化交流課長） 10名の一般審査員 | – | いがらしゆみこ |
| 2009                | – | 永井豪 水木一郎 浜田ブリトニー（漫画家） 10名の一般審査員 | 落合健太郎 荒井千里（テレビ愛知アナウンサー） | 永井豪 SKE48 |
| 2010                | – | 影山ヒロノブ 古谷徹 | 落合健太郎 | – |
| 2011                | – | 古谷徹 JAM PROJECT（歌手） ミルキィホームズ（声優ユニット） HIMEKA（歌手） 小林裕幸（戦国BASARA） 高橋信之（出版プロデューサー） 乾たつみ（Cure） | 落合健太郎 | – |
| 2012                | – | 大河内卓哉（ブシロード） 乾たつみ（Cure） 三原龍太郎（経済産業省） | 古谷徹 | – |
| 2013                | – | 古谷徹 岸田メル（イラストレーター） 杉田智和（声優） 乾たつみ（Cure） 池ノ谷賢（ACOS） | クリス・グレン | 岸田メル |
| 2014                | – | 古谷徹 かないみか（声優） 岸田メル 乾たつみ（Cure） Andrea Vesnaver（2013年WCS優勝者） ドクターオー（ブシロード） 東不可止（テレビ東京 名古屋支社長） | クリス・グレン | 岸田メル 清原紘（漫画家・イラストレーター） あんど慶周（漫画家） おかざきみつき（漫画家・イラストレーター） 草川為（漫画家） 鈴羅木かりん（漫画家・イラストレーター） |
| 2015                | – | 古谷徹 乾たつみ（Cure） Nek / Nichi（2014年WCS優勝チーム） 中里郁子（講談社『なかよし』『ARIA』編集部） 平澤直（ウルトラスーパーピクチャーズ） 市村龍太郎（スクウェア・エニックス） 田代智一（作曲家） オーサ・イェークストロム（スウェーデン人漫画家） | クリス・グレン YO!YO!YOSUKE | 岸田メル 清原紘 あんど慶周 |
| 2016                | – | 古谷徹 あんど慶周 安田かほる（コミックマーケット準備会 共同代表） 乾たつみ（Cure） 平澤直（ウルトラスーパーピクチャーズ） Juan Carlos / Shema Arroyo（2015年WCS優勝チーム） | クリス・グレン YO!YO!YOSUKE | 岸田メル 清原紘 おかざきみつき タカハシヒロユキ（イラストレーター） トミダトモミ（イラストレーター）                                                                  |
| 2017                | – | 古谷徹 上坂すみれ（声優） 興津和幸（声優） 津田美波（声優） 佐咲紗花（歌手） 平澤直（ウルトラスーパーピクチャーズ） 乾たつみ（Cure） 井内順子（株式会社アコス） 水野孝一（にっぽんど真ん中祭り組織委員会 専務理事） Rian Cahyadi / Marchella（2016年WCS優勝チーム） | クリス・グレン YO!YO!YOSUKE 宇野名都美（テレビ愛知アナウンサー） | あんど慶周 岸田メル おかざきみつき トミダトモミ 上坂すみれ |
| 2018                | – | 古谷徹 水木一郎 種村有菜（漫画家） 津田大介（あいちトリエンナーレ2019芸術監督） 平澤直（ウルトラスーパーピクチャーズ） 杉田卓（集英社） 立石夏子（東映アニメーション） 乾たつみ（Cure） 井内順子（株式会社アコス） 水野孝一（にっぽんど真ん中祭り組織委員会 専務理事） 夜魘雪 / 田田（2017年WCS優勝チーム） Eliot（WCS Photo Championship 2018 チャンピオン） Yuyi's Cosplay（WCS Video Championship 2018 チャンピオン）                                      | クリス・グレン ウサコ 岡田愛マリー（テレビ愛知アナウンサー） | あんど慶周 種村有菜 岸田メル トミダトモミ おかざきみつき カミヤ為月（イラストレーター）                                                                               |
| 2019                | – | 古谷徹 美樹本晴彦（イラストレーター、キャラクターデザイナー） ひらさわひさよし（TVアニメ「八十亀ちゃんかんさつにっき」総監督） 八木菜緒（アナウンサー） 柏原竜二（箱根駅伝 2代目 山の神） 乾たつみ（Cure） 井内順子（株式会社アコス） 北川実希（にっぽんど真ん中祭り学生委員会） Ed Lalo Peralta / Luis Sáenz Gamboa（2018年WCS優勝チーム） Yuegene Fay（WCS Photo Championship 2019 チャンピオン） Hummy Cosplay（WCS Video Championship 2019 チャンピオン） | <東京> YO!YO!YOSUKE 井上モカ <名古屋> クリス・グレン 岡田愛マリー（テレビ愛知アナウンサー） | 美樹本晴彦 あんど慶周 トミダトモミ おかざきみつき カミヤ為月 |
| 2020                | オンラインイベント出演ゲスト(五十音→アルファベット順) | オンラインイベント出演ゲスト(五十音→アルファベット順) | オンラインイベント出演ゲスト(五十音→アルファベット順) | オンラインイベント出演ゲスト(五十音→アルファベット順) |
| 2020                | 亜咲花 安藤正基 あんど慶周 アントンシク 伊藤健太郎 井上ハヤオキ 井上和彦 海野光行(日本財団) おかざきみつき 長田悠幸 小野小町 甲斐田裕子 勝杏里 かないみか カミヤ為月 霧野 クリス・グレン | ケリーアン コスプレホストタウンPR隊 塩川洋介 武田知沙 棚園正一 谷口悟朗 津田美波 道齋Jacky忠明 尊みを感じて桜井 トミダトモミ 虹色の飛行少女 雛森ひな太 平澤直 檜山修之 古谷徹 ヘヴニーズ 増山修 | 祭nine. マヒオ 万鯉子 みおまよ 宮本彩希 安村洋平 ユリコ・タイガー 横井三千（フリーアナウンサー） るなちっち 麗華 A.K.WIRRU alma Alycesca Banana Cospboys BANBANBAN BOYS AND MEN BOYS AND MEN研究生 | HIKARU Hotaru Juno Ilunaneko Julia Myuri K KANAME☆ KaoruLily Maurício Somenzari Maxinga NATALIE TaigaKun S!N Sednobis Senra Aria Yaya Han YO!YO!YOSUKE Yuegene Fay    |
| 2021 VIDEO DIVISION | – | 古谷徹 駒沢アイソレーション（動画クリエイター） 麗華 乾たつみ（Cure） K / A.K.WIRRU（2019年WCS優勝チーム） | クリス・グレン YO!YO!YOSUKE ウサコ 横井三千 | 手越祐也（歌手） |
| 2022 STAGE DIVISION | – | 古谷徹 増山修 麗華 乾たつみ（Cure） K / A.K.WIRRU（2019年WCS優勝チーム） Calssara / Elffi（2021年WCS VIDEO DIVISION優勝チーム） 山中準（東京コミコン） | クリス・グレン 天野なな実（テレビ愛知アナウンサー） | まらしぃ BOYS AND MEN（田村侑久・吉原雅斗） ボイメンエリア研究生 |
| 2022 VIDEO DIVISION | – | 古谷徹 増山修 K / A.K.WIRRU（2019年WCS優勝チーム） Calssara / Elffi（2021年WCS VIDEO DIVISION優勝チーム） 徳井青空（声優） 酒井美佐子（東京コミコン） | クリス・グレン | – |
| 2023                | – | 古谷徹 堀井雄二 平澤直 末次由紀（漫画家） Yaya Han（WCS2020アンバサダー） Yuegene Fay Beryl / Hazariel（2022年WCS STAGE DIVISION優勝チーム） Yumidun / Birthbysleep（2022年WCS VIDEO DIVISION優勝チーム） ちぃたん☆（ゆるキャラ） ゆずきち（コスプレイヤー） 桃華りん（コスプレイヤー） もいもい（2022年WCS日本代表） PAINS（コスプレイヤー） | クリス・グレン YO!YO!YOSUKE ウサコ 横井三千 天野なな実（テレビ愛知アナウンサー） | MADKID BMK |
| 2024                | – | 齊藤陽介（ゲームプロデューサー） ヨコオタロウ（ゲームディレクター） 真島ヒロ（漫画家） 澤村國矢（歌舞伎俳優） 平松建治（作曲・編曲家） 田代智一 野島健児（声優） Clood / Tsupo（2023年WCS優勝チーム） もいもい ゆずきち リゥリゥ（2019年WCS日本代表） ハヤト（コスプレイヤー） PAINS kairi / Dorian（2024年WCCS優勝チーム） Saber / Sayochuu（2023年Gamers8 Cosplay Cup優勝チーム）                                                                           | クリス・グレン YO!YO!YOSUKE MEGURU ウサコ 横井三千 上釜美憂（テレビ愛知アナウンサー） | SAKURA GRADUATION |
| 2025                | | 古川登志夫 八代目 尾上菊五郎 六代目 尾上菊之助 朴性厚 | | SAKURA GRADUATION |

## 参加国
太字は初参加の国・地域を示す。
| 開催年月日 | 開催年月日 | 会場                                            | 参加 国数                    | 参加国 |                              |
| ---------- | ---------- | ----------------------------------------------- | ---------------------------- | --- | ---------------------------- |
| 2003年     | 10月12日   | ローズコートホテル                              | 4                            | ドイツ、 フランス、 イタリア、 日本 |                              |
| 2004年     | 8月1日     | 大須商店街                                      | 5                            | ドイツ、 フランス、 イタリア、 日本、 アメリカ |                              |
| 2005年     | 7月31日    | 大須商店街                                      | 7                            | 中国、 フランス、 ドイツ、 イタリア、 日本、 スペイン、 アメリカ |                              |
| 2005年     | 8月7日     | エキスポドーム                                  | 7                            | 中国、 フランス、 ドイツ、 イタリア、 日本、 スペイン、 アメリカ |                              |
| 2006年     | 8月5日     | 大須商店街                                      | 9                            | ブラジル、 中国、 フランス、 ドイツ、 イタリア、 日本、 シンガポール、 スペイン、 タイ |                              |
| 2006年     | 8月6日     | オアシス21                                      | 9                            | ブラジル、 中国、 フランス、 ドイツ、 イタリア、 日本、 シンガポール、 スペイン、 タイ |                              |
| 2007年     | 8月4日     | 大須商店街                                      | 12                           | ブラジル、 中国、 デンマーク、 フランス、 ドイツ、 イタリア、 日本、 メキシコ、 シンガポール、 韓国、 スペイン、 タイ |                              |
| 2007年     | 8月5日     | オアシス21                                      | 12                           | ブラジル、 中国、 デンマーク、 フランス、 ドイツ、 イタリア、 日本、 メキシコ、 シンガポール、 韓国、 スペイン、 タイ |                              |
| 2008年     | 8月2日     | 大須商店街                                      | 13                           | ブラジル、 中国、 デンマーク、 フランス、 ドイツ、 イタリア、 日本、 メキシコ、 シンガポール、 韓国、 スペイン、 タイ、 アメリカ |                              |
| 2008年     | 8月3日     | オアシス21                                      | 13                           | ブラジル、 中国、 デンマーク、 フランス、 ドイツ、 イタリア、 日本、 メキシコ、 シンガポール、 韓国、 スペイン、 タイ、 アメリカ |                              |
| 2009年     | 8月1日     | 大須商店街                                      | 15                           | オーストラリア、 ブラジル、 中国、 デンマーク、 フィンランド、 フランス、 ドイツ、 イタリア、 日本、 メキシコ、 シンガポール、 韓国、 スペイン、 タイ、 アメリカ |                              |
| 2009年     | 8月2日     | オアシス21                                      | 15                           | オーストラリア、 ブラジル、 中国、 デンマーク、 フィンランド、 フランス、 ドイツ、 イタリア、 日本、 メキシコ、 シンガポール、 韓国、 スペイン、 タイ、 アメリカ |                              |
| 2010年     | 7月31日    | 大須商店街                                      | 15                           | オーストラリア、 ブラジル、 中国、 デンマーク、 フィンランド、 フランス、 ドイツ、 イタリア、 日本、 メキシコ、 シンガポール、 韓国、 スペイン、 タイ、 アメリカ |                              |
| 2010年     | 8月1日     | オアシス21                                      | 15                           | オーストラリア、 ブラジル、 中国、 デンマーク、 フィンランド、 フランス、 ドイツ、 イタリア、 日本、 メキシコ、 シンガポール、 韓国、 スペイン、 タイ、 アメリカ |                              |
| 2011年     | 8月6日     | 大須商店街                                      | 17                           | オーストラリア、 ブラジル、 中国、 デンマーク、 フィンランド、 フランス、 ドイツ、 イタリア、 日本、 マレーシア、 メキシコ、 オランダ、 シンガポール、 韓国、 スペイン、 タイ、 アメリカ |                              |
| 2011年     | 8月7日     | オアシス21                                      | 17                           | オーストラリア、 ブラジル、 中国、 デンマーク、 フィンランド、 フランス、 ドイツ、 イタリア、 日本、 マレーシア、 メキシコ、 オランダ、 シンガポール、 韓国、 スペイン、 タイ、 アメリカ |                              |
| 2012年     | 8月4日     | オアシス21                                      | 22                           | オーストラリア、 ブラジル、 中国、 デンマーク、 フィンランド、 フランス、 ドイツ、 香港（見学参加）、 インドネシア、 イタリア、 日本、 マレーシア、 メキシコ、 オランダ、 ロシア、 シンガポール、 韓国、 スペイン、 台湾（見学参加）、 タイ、 イギリス、 アメリカ |                              |
| 2012年     | 8月5日     | 大須商店街                                      | 22                           | オーストラリア、 ブラジル、 中国、 デンマーク、 フィンランド、 フランス、 ドイツ、 香港（見学参加）、 インドネシア、 イタリア、 日本、 マレーシア、 メキシコ、 オランダ、 ロシア、 シンガポール、 韓国、 スペイン、 台湾（見学参加）、 タイ、 イギリス、 アメリカ |                              |
| 2013年     | 8月3日     | オアシス21                                      | 24                           | オーストラリア、 ブラジル、 中国、 デンマーク、 フィンランド、 フランス、 ドイツ、 香港 (見学参加)、 インドネシア、 イタリア、 日本、 マレーシア、 メキシコ、 オランダ、 フィリピン（見学参加）、 ロシア、 シンガポール、 韓国、 スペイン、 台湾（見学参加）、 タイ、 イギリス、 アメリカ、 ベトナム（見学参加） |                              |
| 2013年     | 8月4日     | 大須商店街                                      | 24                           | オーストラリア、 ブラジル、 中国、 デンマーク、 フィンランド、 フランス、 ドイツ、 香港 (見学参加)、 インドネシア、 イタリア、 日本、 マレーシア、 メキシコ、 オランダ、 フィリピン（見学参加）、 ロシア、 シンガポール、 韓国、 スペイン、 台湾（見学参加）、 タイ、 イギリス、 アメリカ、 ベトナム（見学参加） |                              |
| 2014年     | 8月2日     | 愛知芸術文化センター                            | 26                           | オーストラリア、 ブラジル、 中国、 デンマーク、 フィンランド、 フランス、 ドイツ、 香港、 インドネシア、 イタリア、 日本、 クウェート（見学参加）、 韓国、 マレーシア、 メキシコ、 オランダ、 フィリピン（見学参加）、 ポルトガル（見学参加）、 ロシア、 シンガポール、 スペイン、 台湾、 タイ、 イギリス、 アメリカ、 ベトナム（見学参加） |                              |
| 2014年     | 8月3日     | 大須商店街                                      | 26                           | オーストラリア、 ブラジル、 中国、 デンマーク、 フィンランド、 フランス、 ドイツ、 香港、 インドネシア、 イタリア、 日本、 クウェート（見学参加）、 韓国、 マレーシア、 メキシコ、 オランダ、 フィリピン（見学参加）、 ポルトガル（見学参加）、 ロシア、 シンガポール、 スペイン、 台湾、 タイ、 イギリス、 アメリカ、 ベトナム（見学参加） |                              |
| 2015年     | 8月1日     | 愛知芸術文化センター                            | 28                           | オーストラリア、 ブラジル、 カナダ（見学参加）、 中国、 デンマーク、 フィンランド、 フランス、 ドイツ、 香港、 インドネシア、 イタリア、 日本、 クウェート、 マレーシア、 メキシコ、 オランダ、 フィリピン、 ロシア、 ポルトガル、 シンガポール、 韓国、 スペイン、 スウェーデン（見学参加）、 台湾、 タイ、 イギリス、 アメリカ、 ベトナム |                              |
| 2015年     | 8月2日     | 大須商店街                                      | 28                           | オーストラリア、 ブラジル、 カナダ（見学参加）、 中国、 デンマーク、 フィンランド、 フランス、 ドイツ、 香港、 インドネシア、 イタリア、 日本、 クウェート、 マレーシア、 メキシコ、 オランダ、 フィリピン、 ロシア、 ポルトガル、 シンガポール、 韓国、 スペイン、 スウェーデン（見学参加）、 台湾、 タイ、 イギリス、 アメリカ、 ベトナム |                              |
| 2016年     | 8月6・7日  | 愛知芸術文化センター                            | 30                           | オーストラリア、 ブラジル、 カナダ、 中国、 デンマーク、 フィンランド、 フランス、 ドイツ、 香港、 インド、 インドネシア、 イタリア、 日本、 クウェート、 マレーシア、 メキシコ、 オランダ、 フィリピン、 ロシア、 ポルトガル、 シンガポール、 韓国、 スペイン、 スウェーデン、 台湾、 タイ、 イギリス、 アメリカ、 ベトナム、 スイス |                              |
| 2016年     | 8月7日     | 大須商店街                                      | 30                           | オーストラリア、 ブラジル、 カナダ、 中国、 デンマーク、 フィンランド、 フランス、 ドイツ、 香港、 インド、 インドネシア、 イタリア、 日本、 クウェート、 マレーシア、 メキシコ、 オランダ、 フィリピン、 ロシア、 ポルトガル、 シンガポール、 韓国、 スペイン、 スウェーデン、 台湾、 タイ、 イギリス、 アメリカ、 ベトナム、 スイス |                              |
| 2017年     | 8月5・6日  | 愛知芸術文化センター                            | 34                           | オーストラリア、 ブラジル、 カナダ、 中国、 デンマーク、 フィンランド、 フランス、 ドイツ、 香港、 インド、 インドネシア、 イタリア、 日本、 マレーシア、 メキシコ、 オランダ、 フィリピン、 ロシア、 ポルトガル、 シンガポール、 韓国、 スペイン、 スウェーデン、 台湾、 タイ、 イギリス、 アメリカ、 ベトナム、 ベルギー、 チリ、 ミャンマー、 プエルトリコ、 スイス、アラブ首長国連邦                                                                                      |                              |
| 2017年     | 8月6日     | 大須商店街                                      | 34                           | オーストラリア、 ブラジル、 カナダ、 中国、 デンマーク、 フィンランド、 フランス、 ドイツ、 香港、 インド、 インドネシア、 イタリア、 日本、 マレーシア、 メキシコ、 オランダ、 フィリピン、 ロシア、 ポルトガル、 シンガポール、 韓国、 スペイン、 スウェーデン、 台湾、 タイ、 イギリス、 アメリカ、 ベトナム、 ベルギー、 チリ、 ミャンマー、 プエルトリコ、 スイス、アラブ首長国連邦                                                                                      |                              |
| 2018年     | 8月5日     | 大須商店街                                      | 36                           | オーストラリア、 ベルギー、 ブラジル、 ブルガリア、 チリ､ カナダ、 中国、 コスタリカ、 デンマーク、 フィンランド、 フランス、 ドイツ、 香港、 インド、 インドネシア、 イタリア、 日本、 韓国､ クウェート、 マレーシア、 メキシコ、 ミャンマー､ オランダ、 フィリピン、 ロシア、 ポルトガル、 スウェーデン、 シンガポール、 南アフリカ、 スペイン、 スイス、 台湾、 タイ、 イギリス、 アメリカ、 ベトナム                                                                      |                              |
| 2018年     | 8月5日     | ドルフィンズアリーナ（愛知県体育館 第一競技場） | 36                           | オーストラリア、 ベルギー、 ブラジル、 ブルガリア、 チリ､ カナダ、 中国、 コスタリカ、 デンマーク、 フィンランド、 フランス、 ドイツ、 香港、 インド、 インドネシア、 イタリア、 日本、 韓国､ クウェート、 マレーシア、 メキシコ、 ミャンマー､ オランダ、 フィリピン、 ロシア、 ポルトガル、 スウェーデン、 シンガポール、 南アフリカ、 スペイン、 スイス、 台湾、 タイ、 イギリス、 アメリカ、 ベトナム                                                                      |                              |
| 2019年     | 7月28日    | 東京ドームシティ プリズムホール                 | 40                           | オーストラリア、 オーストリア､ ベルギー、 ブラジル、 ブルガリア、 チリ､ カナダ、 中国、 コスタリカ、 デンマーク、 フィンランド、 フランス、 ドイツ、 香港、 インド、 インドネシア、 イスラエル、 イタリア、 日本、 韓国､ マレーシア、 メキシコ、 ミャンマー､ オランダ、 フィリピン、 ロシア、 サウジアラビア、 ポルトガル、 スウェーデン、 シンガポール、 南アフリカ、 スペイン、 スイス、 台湾、 タイ、トリニダード・ドバゴ､アラブ首長国連邦､ イギリス、 アメリカ、 ベトナム |                              |
| 2019年     | 8月3・4日  | 愛知芸術文化センター                            | 40                           | オーストラリア、 オーストリア､ ベルギー、 ブラジル、 ブルガリア、 チリ､ カナダ、 中国、 コスタリカ、 デンマーク、 フィンランド、 フランス、 ドイツ、 香港、 インド、 インドネシア、 イスラエル、 イタリア、 日本、 韓国､ マレーシア、 メキシコ、 ミャンマー､ オランダ、 フィリピン、 ロシア、 サウジアラビア、 ポルトガル、 スウェーデン、 シンガポール、 南アフリカ、 スペイン、 スイス、 台湾、 タイ、トリニダード・ドバゴ､アラブ首長国連邦､ イギリス、 アメリカ、 ベトナム |                              |
| 2020年     | 8月1・2日  | オンラインイベントとして開催                    | オンラインイベントとして開催 | オンラインイベントとして開催 | オンラインイベントとして開催 |
| 2021年     | 8月7・8日  | オアシス21                                      | 30                           | オーストラリア､ ベルギー、 ブラジル、 ブルガリア、 チリ､ カナダ、 フィンランド、 フランス、 ドイツ、 香港、 インド、 インドネシア、 イスラエル、 イタリア、 日本、 メキシコ､ オランダ、 フィリピン、 ロシア、 サウジアラビア（オブザーバー参加）､ スウェーデン、 南アフリカ、 スペイン、 スイス、 台湾、 タイ､ イギリス、 アメリカ、 ベトナム、ウクライナ |                              |
| 2022年     | 8月6日     | ＜STAGE DIVISION＞ 愛知芸術文化センター         | 10                           | オーストラリア、 ベルギー、 オランダ、 フィリピン、 スペイン、 スイス、 タイ、 フランス、 ドイツ、 ベトナム |                              |
| 2022年     | 8月7日     | ＜VIDEO DIVISION＞ オアシス21                   | 27                           | オーストラリア、 ベルギー、 チリ､ カナダ、 中国、 デンマーク、 フィンランド、 フランス、 ドイツ、 香港、 インド、 インドネシア、 イタリア、 日本、 韓国､ メキシコ、 オランダ、 フィリピン、 スウェーデン、 スペイン、 スイス、 台湾、 タイ、 アメリカ、 ベトナム、 ブルガリア、トリニダード・トバゴ |                              |
| 2023年     | 8月5日     | 愛知芸術文化センター                            | 33                           | オーストラリア、 オーストリア､ ベルギー、 ブラジル、 ブルガリア、 カナダ、 中国、 フィンランド、 フランス、 ドイツ、 インド、 インドネシア、 イタリア、 日本、 韓国､ マレーシア、 メキシコ、 オランダ、 サウジアラビア､ ポルトガル、 スウェーデン、 南アフリカ、 スペイン、 スイス、 台湾、 タイ、アラブ首長国連邦､ イギリス、 アメリカ、 ベトナム、 ラトビア、 コロンビア、 エジプト                                                                                         |                              |
| 2023年     | 8月6日     | オアシス21                                      | 33                           | オーストラリア、 オーストリア､ ベルギー、 ブラジル、 ブルガリア、 カナダ、 中国、 フィンランド、 フランス、 ドイツ、 インド、 インドネシア、 イタリア、 日本、 韓国､ マレーシア、 メキシコ、 オランダ、 サウジアラビア､ ポルトガル、 スウェーデン、 南アフリカ、 スペイン、 スイス、 台湾、 タイ、アラブ首長国連邦､ イギリス、 アメリカ、 ベトナム、 ラトビア、 コロンビア、 エジプト                                                                                         |                              |
| 2024年     | 8月3日     | 愛知芸術文化センター                            | 36                           | オーストラリア、 オーストリア､ ベルギー、 ブラジル、 ブルガリア、 カナダ、 中国、 フィンランド、 フランス、 ドイツ、 インド、 インドネシア、 イタリア、 日本、 韓国､ マレーシア、 メキシコ、 オランダ、 サウジアラビア､ ポルトガル、 スウェーデン、 南アフリカ、 スペイン、 スイス、 台湾、 タイ、アラブ首長国連邦､ イギリス、 アメリカ、 ベトナム、 ラトビア、 フィリピン、 エジプト、 コスタリカ、 チェコ、 モンゴル                                                        |                              |
| 2024年     | 8月4日     | オアシス21                                      | 36                           | オーストラリア、 オーストリア､ ベルギー、 ブラジル、 ブルガリア、 カナダ、 中国、 フィンランド、 フランス、 ドイツ、 インド、 インドネシア、 イタリア、 日本、 韓国､ マレーシア、 メキシコ、 オランダ、 サウジアラビア､ ポルトガル、 スウェーデン、 南アフリカ、 スペイン、 スイス、 台湾、 タイ、アラブ首長国連邦､ イギリス、 アメリカ、 ベトナム、 ラトビア、 フィリピン、 エジプト、 コスタリカ、 チェコ、 モンゴル                                                        |                              |

## 審査結果
| 年                  | 優勝               | 優勝                                                                                | 準優勝                      | 準優勝 | 第3位              | 第3位                                                  | ブラザー賞         | ブラザー賞                                                               |
| ------------------- | ------------------ | ----------------------------------------------------------------------------------- | --------------------------- | --- | ------------------ | ------------------------------------------------------ | ------------------ | ------------------------------------------------------------------------ |
| 2005 1, 2           | イタリアの旗       | Giorgia Vecchini Francesca Dani Emilia Fata Livia                                   | –                           | – | –                  | –                                                      | 日本の旗           | Nakamura-han                                                             |
| 2006                | ブラジルの旗       | Maurício Somenzari L Olivas (Mah Psylocke) Mônica Somenzari L Olivas (Kawaii Aeris) | 日本の旗                    | Mariko Cyoko | イタリアの旗       | Alessandro Leuti Alessia de Magistris                  | 日本の旗           | Goldi Aoisakuya                                                          |
| 2007                | フランスの旗       | Damien Ratte Isabelle Jeudy                                                         | 日本の旗                    | キキワン Naoki Shigure                                                                                             | –                  | –                                                      | メキシコの旗       | Linaloe Rodriguez Rivera (Linamoon) Alejandra Rodriguez Rivera (Yunnale) |
| 2008                | ブラジルの旗       | Jéssica Moreira Rocha Campos (Pandy) Gabriel Niemietz Braz (Hyoga)                  | 中華人民共和国の旗          | Zhao Chin Zhang Li                                                                                                 | –                  | –                                                      | 日本の旗           | Yui Mino                                                                 |
| 2009                | 日本の旗           | YuRi RiE                                                                            | スペインの旗                | Bereniç Serrano Vidal (Piruletosa) Laura Fernández Ramos (Madoka)                                                  | –                  | –                                                      | アメリカ合衆国の旗 | Elizabeth Licata (fatwetdog) India Davis (Dia)                           |
| 2010                | イタリアの旗       | Luca Buzzi Giancarlo Di Pierro                                                      | ブラジルの旗 · タイ王国の旗 | Gabrielle Christine Valerio Gabriel Niemietz Braz (Hyoga) Orawan Aggavinate (Alexis Seiz) Patawikorn Uttisen (Pat) | –                  | –                                                      | タイ王国の旗       | Orawan Aggavinate (Alexis Seiz) Patawikorn Uttisen (Pat)                 |
| 2011                | ブラジルの旗       | Maurício Somenzari Leite Olivas Mônica Somenzari Leite Olivas                       | イタリアの旗                | Marika Roncon Daniela Maiorana                                                                                     | 中華人民共和国の旗 | デン・ヤーチェン ジェン・ジャーホン                    | オーストラリアの旗 | Tessa Beattie Jessica L. Allie                                           |
| 2012                | 日本の旗           | 霜月紫 海都                                                                         | シンガポールの旗            | Frank Koh (Raistlin03) Valerie Seng (ayatenshi)                                                                    | インドネシアの旗   | Yesaya Marito Rizki Karismana                          | シンガポールの旗   | Frank Koh (Raistlin03) Valerie Seng (ayatenshi)                          |
| 2013                | イタリアの旗       | Andrea Vesnaver Massimo Barbera                                                     | アメリカ合衆国の旗          | Cassandra May (breathlessaire) Tiffany Tezna (Starlighthoney)                                                      | タイ王国の旗       | Hisa Minuet scarleta magica                            | アメリカ合衆国の旗 | Cassandra May (breathlessaire) Tiffany Tezna (Starlighthoney)            |
| 2014                | ロシアの旗         | Nek (Neko-tin) Nichi                                                                | イタリアの旗                | NadiaSK MOGU | インドネシアの旗   | Dharma Ryan                                            | デンマークの旗     | Shinji Tiny                                                              |
| 2015                | メキシコの旗       | Juan Carlos Shema Arroyo                                                            | イタリアの旗                | Akiba (Manuel Capitani) Luca Buzzi                                                                                 | アメリカ合衆国の旗 | Alpacosplay (Ashley Rochelle) Yummy Gamorah (Sarah R.) | アメリカ合衆国の旗 | Alpacosplay (Ashley Rochelle) Yummy Gamorah (Sarah R.)                   |
| 2016                | インドネシアの旗   | Rian Cahyadi Marchella                                                              | デンマークの旗              | Sarah Juul Wallin Alexander Hvidberg                                                                               | フランスの旗       | Fenie Sophie Fischbach Valerie                         | フィンランドの旗   | jesmo Yumi Koyuki                                                        |
| 2017                | 中華人民共和国の旗 | 夜魘雪 田田                                                                         | メキシコの旗                | All Squall Doritaa                                                                                                 | 日本の旗           | マヒオ 万鯉子                                          | フランスの旗       | Milou Aluota                                                             |
| 2018                | メキシコの旗       | Ed Lalo Peralta Luis Sáenz Gamboa                                                   | インドネシアの旗            | Yumaki Machibun | タイ王国の旗       | Jasper Z (Zei) Kutto                                   | デンマークの旗     | Aik0hime TinYasuo                                                        |
| 2019                | オーストラリアの旗 | K A.K.WIRRU                                                                         | アメリカ合衆国の旗          | J. Hart Design Garnet Runestar                                                                                     | フランスの旗       | Kalimsshar SakuraFlame                                 | ドイツの旗         | Feder Cita                                                               |
| 2020                | 中止               | 中止                                                                                | 中止                        | 中止 | 中止               | 中止                                                   | 中止               | 中止                                                                     |
| 2021 VIDEO DIVISION | ドイツの旗         | Calssara Elffi                                                                      | イタリアの旗                | DIABOLIKO COSPLAY Nero Cosplay                                                                                     | イギリスの旗       | Nomes Minney                                           | フィリピンの旗     | Jin AC                                                                   |
| 2022 STAGE DIVISION | フランスの旗       | Beryl Hazariel                                                                      | オーストラリアの旗          | Taigakunn Natalie                                                                                                  | タイ王国の旗       | Jasper Z Thames Malerose                               | –                  | –                                                                        |
| 2022 VIDEO DIVISION | スウェーデンの旗   | Yumidun Birthbysleep                                                                | メキシコの旗                | Rizel Sorato | タイ王国の旗       | Jasper Z Thames Malerose                               | フランスの旗       | Beryl Hazariel                                                           |
| 2023                | イギリスの旗       | Clood Tsupo                                                                         | ラトビアの旗                | SayoChuu Saber | メキシコの旗       | Chris Lorraine                                         | イギリスの旗       | Clood Tsupo                                                              |
| 2024                | 日本の旗           | まめまよ みおし                                                                     | スウェーデンの旗            | Henrik Pilerud Victoria Christensen                                                                                | ドイツの旗         | Tedy Avena                                             | ブルガリアの旗     | Penumbra ZIN                                                             |

- ^1 Group Champion:  フランス (Pauline Mesa, Laurence Guermond Wendy Roeltgen)
- ^2 Individual Champion:  Giorgia Vecchini

## 世界コスプレチャンピオンシップ
世界コスプレチャンピオンシップ(ワールドコスプレチャンピオンシップ)は2005年から開催されたもので各国の代表者が舞台でパフォーマンスをし、世界No.1のコスプレイヤーを決めるコンテスト。これは衣装の完成度だけで無く、演技・演出なども含めて採点される。これまでの参加国数・参加国は以下の通り。
- 出場：○、出場なし：－
- ■：優勝
- ■：準優勝
- ■：3位
- ブラザー賞：最優秀衣裳賞　※ 2021年度・2022年度(STAGE DIVISION)では賞自体なし

| 開催年               | 2003年 | 2004年 | 2005年     | 2006年     | 2007年     | 2008年     | 2009年     | 2010年     | 2011年     | 2012年     | 2013年     | 2014年     | 2015年     | 2016年     | 2017年     | 2018年     | 2019年     | 2021年 | 2022年 STAGE | 2022年 VIDEO | 2023年     | 2024年     |
| 参加国・地域数       | 3      | 4      | 7          | 9          | 12         | 13         | 15         | 15         | 17         | 20         | 20         | 22         | 26         | 30         | 34         | 36         | 40         | 30     | 10           | 27           | 33         | 36         |
| -------------------- | ------ | ------ | ---------- | ---------- | ---------- | ---------- | ---------- | ---------- | ---------- | ---------- | ---------- | ---------- | ---------- | ---------- | ---------- | ---------- | ---------- | ------ | ------------ | ------------ | ---------- | ---------- |
| イタリア             | ○      | ○      | ○          | ○          | ○          | ○          | ○          | ○          | ○          | ○          | ○          | ○          | ○          | ○          | ○          | ○          | ○          | ○      | －           | ○            | ○          | ○          |
| フランス             | ○      | ○      | ○          | ○          | ○          | ○          | ○          | ○          | ○          | ○          | ○          | ○          | ○          | ○          | ブラザー賞 | ○          | ○          | ○      | ○            | ブラザー賞   | ○          | ○          |
| ドイツ               | ○      | ○      | ○          | ○          | ○          | ○          | ○          | ○          | ○          | ○          | ○          | ○          | ○          | ○          | ○          | ○          | ブラザー賞 | ○      | ○            | ○            | ○          | ○          |
| アメリカ合衆国       | －     | ○      | ○          | －         | －         | ○          | ブラザー賞 | ○          | ○          | ○          | ブラザー賞 | ○          | ブラザー賞 | ○          | ○          | ○          | ○          | ○      | －           | ○            | ○          | ○          |
| 日本                 | －     | －     | ブラザー賞 | ブラザー賞 | ○          | ブラザー賞 | ○          | ○          | ○          | ○          | ○          | ○          | ○          | ○          | ○          | ○          | ○          | ○      | －           | ○            | ○          | ○          |
| 中国                 | －     | －     | ○          | ○          | ○          | ○          | ○          | ○          | ○          | ○          | ○          | ○          | ○          | ○          | ○          | ○          | ○          | －     | －           | ○            | ○          | ○          |
| スペイン             | －     | －     | ○          | ○          | ○          | ○          | ○          | ○          | ○          | ○          | ○          | ○          | ○          | ○          | ○          | ○          | ○          | ○      | ○            | ○            | ○          | ○          |
| ブラジル             | －     | －     | －         | ○          | ○          | ○          | ○          | ○          | ○          | ○          | ○          | ○          | ○          | ○          | ○          | ○          | ○          | ○      | －           | －           | ○          | ○          |
| タイ                 | －     | －     | －         | ○          | ○          | ○          | ○          | ブラザー賞 | ○          | ○          | ○          | ○          | ○          | ○          | ○          | ○          | ○          | ○      | ○            | ○            | ○          | ○          |
| シンガポール         | －     | －     | －         | ○          | ○          | ○          | ○          | ○          | ○          | ブラザー賞 | ○          | ○          | ○          | ○          | ○          | ○          | ○          | －     | －           | －           | －         | －         |
| デンマーク           | －     | －     | －         | －         | ○          | ○          | ○          | ○          | ○          | ○          | ○          | ブラザー賞 | ○          | ○          | ○          | ブラザー賞 | ○          | －     | －           | ○            | －         | －         |
| 韓国                 | －     | －     | －         | －         | ○          | ○          | ○          | ○          | ○          | ○          | ○          | ○          | ○          | ○          | ○          | ○          | ○          | －     | －           | ○            | ○          | ○          |
| メキシコ             | －     | －     | －         | －         | ブラザー賞 | ○          | ○          | ○          | ○          | ○          | ○          | ○          | ○          | ○          | ○          | ○          | ○          | ○      | －           | ○            | ○          | ○          |
| オーストラリア       | －     | －     | －         | －         | －         | －         | ○          | ○          | ブラザー賞 | ○          | ○          | ○          | ○          | ○          | ○          | ○          | ○          | ○      | ○            | ○            | ○          | ○          |
| フィンランド         | －     | －     | －         | －         | －         | －         | ○          | ○          | ○          | ○          | ○          | ○          | ○          | ブラザー賞 | ○          | ○          | ○          | ○      | －           | ○            | ○          | ○          |
| マレーシア           | －     | －     | －         | －         | －         | －         | －         | －         | ○          | ○          | ○          | ○          | ○          | ○          | ○          | ○          | ○          | －     | －           | －           | ○          | ○          |
| オランダ             | －     | －     | －         | －         | －         | －         | －         | －         | ○          | ○          | ○          | ○          | ○          | ○          | ○          | ○          | ○          | ○      | ○            | ○            | ○          | ○          |
| ロシア               | －     | －     | －         | －         | －         | －         | －         | －         | －         | ○          | ○          | ○          | ○          | ○          | ○          | ○          | ○          | ○      | －           | －           | －         | －         |
| イギリス             | －     | －     | －         | －         | －         | －         | －         | －         | －         | ○          | ○          | ○          | ○          | ○          | ○          | ○          | ○          | ○      | －           | －           | ブラザー賞 | ○          |
| インドネシア         | －     | －     | －         | －         | －         | －         | －         | －         | －         | ○          | ○          | ○          | ○          | ○          | ○          | ○          | ○          | ○      | －           | ○            | ○          | ○          |
| 香港                 | －     | －     | －         | －         | －         | －         | －         | －         | －         | －         | －         | ○          | ○          | ○          | ○          | ○          | ○          | ○      | －           | ○            | －         | －         |
| 台湾                 | －     | －     | －         | －         | －         | －         | －         | －         | －         | －         | －         | ○          | ○          | ○          | ○          | ○          | ○          | ○      | －           | ○            | ○          | ○          |
| フィリピン           | －     | －     | －         | －         | －         | －         | －         | －         | －         | －         | －         | －         | ○          | ○          | ○          | ○          | ○          | ○      | ○            | ○            | －         | ○          |
| ベトナム             | －     | －     | －         | －         | －         | －         | －         | －         | －         | －         | －         | －         | ○          | ○          | ○          | ○          | ○          | ○      | ○            | ○            | ○          | ○          |
| ポルトガル           | －     | －     | －         | －         | －         | －         | －         | －         | －         | －         | －         | －         | ○          | ○          | ○          | ○          | ○          | －     | －           | －           | ○          | ○          |
| クウェート           | －     | －     | －         | －         | －         | －         | －         | －         | －         | －         | －         | －         | ○          | ○          | －         | ○          | －         | －     | －           | －           | －         | －         |
| スイス               | －     | －     | －         | －         | －         | －         | －         | －         | －         | －         | －         | －         | －         | ○          | ○          | ○          | ○          | ○      | ○            | ○            | ○          | ○          |
| カナダ               | －     | －     | －         | －         | －         | －         | －         | －         | －         | －         | －         | －         | －         | ○          | ○          | ○          | ○          | ○      | －           | ○            | ○          | ○          |
| インド               | －     | －     | －         | －         | －         | －         | －         | －         | －         | －         | －         | －         | －         | ○          | ○          | ○          | ○          | ○      | －           | ○            | ○          | ○          |
| スウェーデン         | －     | －     | －         | －         | －         | －         | －         | －         | －         | －         | －         | －         | －         | ○          | ○          | ○          | ○          | ○      | －           | ○            | ○          | ○          |
| ミャンマー           | －     | －     | －         | －         | －         | －         | －         | －         | －         | －         | －         | －         | －         | －         | ○          | ○          | ○          | －     | －           | －           | －         | －         |
| アラブ首長国連邦     | －     | －     | －         | －         | －         | －         | －         | －         | －         | －         | －         | －         | －         | －         | ○          | －         | ○          | －     | －           | －           | ○          | ○          |
| ベルギー             | －     | －     | －         | －         | －         | －         | －         | －         | －         | －         | －         | －         | －         | －         | ○          | ○          | ○          | ○      | ○            | ○            | ○          | ○          |
| プエルトリコ         | －     | －     | －         | －         | －         | －         | －         | －         | －         | －         | －         | －         | －         | －         | ○          | －         | －         | －     | －           | －           | －         | －         |
| チリ                 | －     | －     | －         | －         | －         | －         | －         | －         | －         | －         | －         | －         | －         | －         | ○          | ○          | ○          | ○      | －           | ○            | －         | －         |
| ブルガリア           | －     | －     | －         | －         | －         | －         | －         | －         | －         | －         | －         | －         | －         | －         | －         | ○          | ○          | ○      | －           | ○            | ○          | ブラザー賞 |
| コスタリカ           | －     | －     | －         | －         | －         | －         | －         | －         | －         | －         | －         | －         | －         | －         | －         | ○          | ○          | －     | －           | －           | －         | －         |
| 南アフリカ共和国     | －     | －     | －         | －         | －         | －         | －         | －         | －         | －         | －         | －         | －         | －         | －         | ○          | ○          | ○      | －           | －           | ○          | ○          |
| オーストリア         | －     | －     | －         | －         | －         | －         | －         | －         | －         | －         | －         | －         | －         | －         | －         | －         | ○          | －     | －           | －           | ○          | ○          |
| イスラエル           | －     | －     | －         | －         | －         | －         | －         | －         | －         | －         | －         | －         | －         | －         | －         | －         | ○          | ○      | －           | －           | －         | －         |
| サウジアラビア       | －     | －     | －         | －         | －         | －         | －         | －         | －         | －         | －         | －         | －         | －         | －         | －         | ○          | ○      | －           | －           | ○          | ○          |
| トリニダード・トバゴ | －     | －     | －         | －         | －         | －         | －         | －         | －         | －         | －         | －         | －         | －         | －         | －         | ○          | －     | －           | ○            | －         | －         |
| ウクライナ           | －     | －     | －         | －         | －         | －         | －         | －         | －         | －         | －         | －         | －         | －         | －         | －         | －         | ○      | －           | －           | －         | －         |
| ラトビア             | －     | －     | －         | －         | －         | －         | －         | －         | －         | －         | －         | －         | －         | －         | －         | －         | －         | －     | －           | －           | ○          | ○          |
| コロンビア           | －     | －     | －         | －         | －         | －         | －         | －         | －         | －         | －         | －         | －         | －         | －         | －         | －         | －     | －           | －           | ○          | －         |
| エジプト             | －     | －     | －         | －         | －         | －         | －         | －         | －         | －         | －         | －         | －         | －         | －         | －         | －         | －     | －           | －           | ○          | ○          |
| コスタリカ           | －     | －     | －         | －         | －         | －         | －         | －         | －         | －         | －         | －         | －         | －         | －         | －         | －         | －     | －           | －           | －         | ○          |
| チェコ               | －     | －     | －         | －         | －         | －         | －         | －         | －         | －         | －         | －         | －         | －         | －         | －         | －         | －     | －           | －           | －         | ○          |
| モンゴル             | －     | －     | －         | －         | －         | －         | －         | －         | －         | －         | －         | －         | －         | －         | －         | －         | －         | －     | －           | －           | －         | ○          |

### 最新チャンピオンシップの審査結果
2024年世界コスプレチャンピオンシップの結果
| 賞                                                                 | 受賞者           | 受賞者                              |
| ------------------------------------------------------------------ | ---------------- | ----------------------------------- |
| 1st Place (Grand Champion) 優勝                                    | 日本の旗         | まめまよ みおし                     |
| 2nd Place (Runner-up) 2位                                          | スウェーデンの旗 | Henrik Pilerud Victoria Christensen |
| 3rd Place 3位                                                      | ドイツの旗       | Tedy Avena                          |
| アラムナイ部門 (玉越賞) アラムナイが選出したNo.1                   | 日本の旗         | まめまよ みおし                     |
| アクション部門 (AFK:ジャーニー賞) アクションNo.1                   | フィリピンの旗   | Jayvee Chazz                        |
| ドラマティック部門 (名古屋芸術大学賞) シナリオNo.1                 | メキシコの旗     | Lala Adan Umi                       |
| 縫製衣装部門 (ブラザー賞) コスチュームNo.1                         | ブルガリアの旗   | Penumbra ZIN                        |
| 造形衣装部門 (LEGEND WALKER賞) 造形No.1                            | チェコの旗       | Maki TanakhT                        |
| エンジョイ部門 (Famoré Cutlery賞) パフォーマンスNo.1               | コスタリカの旗   | Michilu Lin-Lin                     |
| お祭り部門 (Holiday Matsuri賞) Holiday Matsuri関係者が選出したNo.1 | フランスの旗     | Koneko Saty Moo                     |

## 協力団体、イベント
以下は、2005年からコスプレチャンピオンシップの各国代表者を選ぶ、予選会を開いている団体である。
- オーストラリア: SMASH! in シドニー
- ブラジル: Editora JBC / Festival do Japão in サンパウロ
- カナダ: Otakuthon in モントリオール
- 中国: Howell International Trade Fair Ltd. in 北京市
- デンマーク: J-Popcon in コペンハーゲン
- ドイツ: Animexx / Connichi in カッセル
- フィンランド: Cosplay Finland Tour / Tracon in タンペレ
- フランス: Japan Expo in パリ
- インドネシア: Indonesia Cosplay Grand Prix in ジャカルタ
- イタリア: ROMICS in ローマ
- 日本: COSSAN in 東京都
- クウェート: PLAMO Q8 Con (2014) in Kuwait City
- メキシコ: Expo-TNT in Mexico City
- オランダ: Animecon in アムステルダム
- フィリピン: Anime Alliance Philippines in マニラ
- ポルトガル: Iberanime (2014) in リスボン
- ロシア: Hinode in モスクワ
- シンガポール: Cosfest
- 韓国: Samsung Everland / Wonder Cosplay Festival in ソウル特別市
- スペイン: FICOMIC / Salón del Manga (es:Ficomic / es:Salón del Manga de Barcelona) in バルセロナ
- スウェーデン: Comic Con Stockholm in ストックホルム
- タイ: Negibose Thailand / Oishi Group in バンコク
- イギリス: Hyper Japan in ロンドン
- アメリカ合衆国: Anime Central in シカゴ

### 初期の協力団体、イベント
- オーストラリア: Animania in Sydney (2009-2013)
- 中国: Hangzhou True Design Company Ltd. (2005–2007)
- フランス: Epitanime (2005)
- 日本: 東京ドームシティコスプレフェスタ (東京都, 2006–2008)
- 日本: レイヤード.XTRM at 大阪城音楽堂 (大阪府, 2007)
- 日本: コスプレイヤーズジャムレボリューション (大阪府, 2008)
- 日本: 日本橋ストリートフェスタ in 大阪府
- アメリカ合衆国: Anime Expo (2004, 2005) in ロサンゼルス
- アメリカ合衆国: New York Anime Festival (2008, 2009) in ニューヨーク
- アメリカ合衆国: FanimeCon (2010) in サンノゼ
- アメリカ合衆国: AM²|AM2 (2011) in Anaheim
- アメリカ合衆国: Katsucon (2012) in Washington, D.C.

## 特別番組
世界コスプレサミット終了後、後日特別番組として予選大会やチャンピオンシップの様子が放送される。ただし放送されるのは地元のテレビ愛知のみで、他のTXN系列局や、同局系のBSデジタル放送であるBSジャパンにはネットされない。
2003年に世界コスプレサミット2003に合わせ特別番組として『MANGAは世界の共通語』が放送され、その後も2005年に『世界コスプレサミット2005 〜MANGAに恋した7カ国の美女たち!〜』、2006年に『世界コスプレサミット2006 〜新たなる挑戦者たち〜』、2007年に『世界コスプレサミット2007 ギザすげ〜奴らがやってきたゼェ〜ット!』、2008年に『世界コスプレサミット2008 みんなのヒーロー大集合!』、2009年には『世界コスプレサミット2009〜真夏だぜ!クールジャポン爆笑祭〜』として放送された。
2012年には初の生中継（8月4日19:30 - 20:54）も実施された。
2018年度の特別番組の放送は無し。